# Prologo all'amore
Prologo all'amore (A Prologue to Love) è un romanzo di Taylor Caldwell, pubblicato nel 1961.

## Storia editoriale
Il romanzo è stato tradotto in olandese, tedesco, portoghese, danese, svedese, norvegese, francese e spagnolo.
In italiano il libro è uscito nel 1964, nella traduzione di Agnese Silvestri Giorgi.

## Ambientazione
Il romanzo si svolge tra il 1870 e il 1915. L'ambientazione è prevalentemente negli Stati Uniti d'America a Boston, a New York, ma soprattutto in una piccola località sull'oceano Atlantico, non lontana da Boston. Alcuni intermezzi si svolgono in Svizzera e Inghilterra.

## Trama
Caroline è la figlia non amata di John Ames, brillante capitalista di Boston. A dieci anni, la piccola non si rende conto delle ricchezze di cui dispone la sua famiglia e vive per lo più relegata in una località in riva all'oceano, in una vasta casa isolata. Crescendo però, Caroline viene istruita nella conduzione degli affari e si rivela una giovane intelligente e capace. Nonostante la mancanza di affetto, la fanciulla ha conquistato la stima del padre che la giudica degna di ricevere l'eredità dei beni da lui accumulati.
Dentro di sé Caroline ha talora idee non convenzionali e si accorge di amare la pittura, specialmente quella di un artista precursore dell'Impressionismo di nome David Ames. La ragazza ignora che questo pittore è il padre di suo padre e soprattutto ignora che John Ames è stato la causa della prematura scomparsa dell'artista. Infatti John, pur essendo di famiglia più che decorosa, ha finto di essere venuto dal nulla perché non ha mai accettato le privazioni che derivavano a lui e alla madre, a causa della mancanza di successo del padre. Perciò una notte, dopo la morte della madre, John aveva dato fuoco al granaio dove stavano i dipinti del padre e questi, sopraggiunto, era stato colto da un infarto.
A causa di questo suo passato, John non ama la figlia che assomiglia fisicamente al nonno; per di più nutre una passione per la sorella gemella della defunta moglie, Cynthia, dalla quale ha una figlia segreta: Melinda. Se Cynthia avesse acconsentito a sposare John, la bambina sarebbe stata accolta da entrambi, ma la donna ha respinto John e ciò sarà fonte di molti guai. Il primo riguarda l'eredità di John che deve servirsi di Caroline per trasmettere il capitale di famiglia e può beneficare la piccola Melinda solo in modo molto secondario. Inoltre, Caroline è stata condizionata a pensare che i figli sono solo degli eredi ai quali dovrà dare vita, se non vorrà che il patrimonio finisca in mani estranee.
Nel corso di un viaggio in Svizzera col padre, Caroline assiste a una riunione di politici e capitalisti, i quali si confrontano, sia pure in modo sibillino, su un piano per armare l'Europa e, facendo leva sulle tensioni tra gli Imperi europei e i nazionalismi sempre più attivi, provocare una guerra che arricchirebbe tutti loro, in apparenza senza altre conseguenze. La riunione (che avviene nel 1884, non trova d'accordo John Ames che, dopo qualche ora, è colto da un attacco cardiaco e in breve muore. In punto di morte rivela di essere il padre di Melinda, e di averla amata come non ha amato Caroline.
Caroline torna così negli Stati Uniti e si avvale del cugino Timothy per far progredire il suo capitale, mentre lui, finora non facoltoso, ha la possibilità di diventare ricco. I due cugini non si amano, fanno i loro interessi e basta, come sono stati educati soprattutto da John Ames. Da questo momento seguirà una serie di rancori alla base dei quali il denaro è solo il pretesto. e quando Timothy scoprirà che Melinda (di cui è innamorato) è figlia di Ames, coltiverà un odio profondo e nascosto verso tutti, ma in particolare verso Caroline.
Non saranno i vari matrimoni a rimediare alla situazione che anzi scivola verso l'aridità del cuore e la priorità a farsi dei torti. I figli di Caroline non riceveranno amore da lei. E il marito imparerà presto a vivere in una casa infelice. E quando la figlia di Caroline, innamoratasi di un giovane inglese, l'ultimo figlio della zia Cynthia, apprenderà di non poterlo sposare per i complessi rapporti di parentela, la giovane impazzirà e finirà i suoi giorni in un ospedale psichiatrico.
Ma Caroline, cresciuta lontano dalla fede e dall'amore, trova nell'ospedale un messaggio di speranza e comincia a mutare. Con l'aiuto della figlia di Melinda, ragazza che non ha paura di lei e l'avvicina con semplicità, riesce a perforare la corazza che si è costruita in tanti anni. Quando il suo terzo figlio, Ames, rischierà di perdere la vista e si dovrà sottoporre a una difficile operazione, lei saprà dargli almeno la sicurezza di una madre.
Eppure Caroline preferisce l'isolamento. Pur avendo ritrovato l'affetto dei figli e di Melinda, che le aveva sempre voluto bene, la donna è invecchiata anzi tempo e si ritira nella sua casa in riva all'oceano per attendere la fine. E non soffrirà, quando Tom, marito amato sia pure a modo suo, sembrerà venirle incontro dal mondo dei morti.

## Personaggi
- Caroline Ames (1860-1915) - Figlia di un ricco capitalista di Boston, poi a sua volta brillante capitalista;
- John Ames - Padre di Caroline e figlio del pittore David Ames;
- Beth - Bambinaia di Caroline, vivrà sempre con lei;
- Thomas Sheldon (Tom) - compagno d'infanzia e poi marito di Caroline;
- Cynthia - sorella gemella della defunta madre di Caroline (Ann), poi amante di John Ames, quindi sposa a un lord inglese;
- Timothy Winslow (1860-1914) - figlio di Cynthia;
- Melinda - figlia nata dalla relazione di Cynthia e John Ames, (poiché la donna ha rifiutato le numerose proposte di matrimonio di John, si è inscenata un'adozione della bimba);
- Alfred Bothwell - marito di Melinda;
- Amanda Bothwell - moglie di Timothy;
- John, Elizabeth e Ames Sheldon - figli di Caroline e Tom;
- Mary (Mimi) e Nathaniel - figli di Melinda e Alfred, gemelli;
- Amy - figlia di Timothy e Amanda;
- William Halnes - figlio di Cynthia e del suo ultimo marito, il lord inglese;

## Edizioni in italiano
- T. Caldwell, Prologo all'amore, trad. it. di Agnese Silvestri Giorgi, ed. Baldini & Castoldi, Milano 1964;
- T. Caldwell, Prologo all'amore, trad. it. di Agnese Silvestri Giorgi, ed. Accademia, Milano 1972;
- T. Caldwell, Prologo all'amore, trad. it. di Agnese Silvestri Giorgi, ed. CDE, Milano 1979;